# Abbaye Saint-Victor de Huy
Pour les articles homonymes, voir Abbaye Saint-Victor et Saint-Victor.
L'abbaye Saint-Victor de Huy était située à Huy, en Belgique, dans la province de Liège. Elle était précisément située sur la rive gauche de la Meuse, au bout de la rue Saint-Hilaire. Elle fut fondée sous la forme d'un prieuré, par Ermesinde de Luxembourg, veuve d'Albert II de Dabo-Moha, dans les premières années du XIIe siècle. Elle fut fermée définitivement à la suite de la Révolution française.

## Historique
L'abbaye Saint-Victor de Huy est fondée sous la forme d'un prieuré, par Ermesinde de Luxembourg, veuve d'Albert II de Dabo-Moha, dans les premières années du XIIe siècle. Ce monastère féminin est en fait le seul, en Belgique, qui soit rattaché à l'ordre de Cluny. La fondation est augmentée par des donations en 1139. Le prieuré est élevé en abbaye en 1636. Le monastère subit les conséquences de la Révolution française en étant vendu comme bien national pour 171 000 francs le 10 juillet 1798. Il est alors acheté par Fr.-J. Ouwerx. Ce dernier y reçut Napoléon Ier en 1811.
En 1949 une École spéciale d'ingénieurs techniciens de l’État (niveau A1) est créée qui partage le site (côté ouest) avec l' Institut Technique Agricole de Huy, communément appelé "l'Agri" par les Hutois. Depuis les années 2000 cette école du niveau secondaire de la Communauté française (I.T.C.F.) a fusionné avec l'Athénée Royal de Saint-Georges.
L'ancienne école d'ingénieurs agricoles est devenu depuis le Décret Paysage du ministre Claude Marcourt le département agronomique de la Haute École Charlemagne comme 'Institut Supérieur industriel agronomique'
.

## L'abbaye aujourd'hui
Le site de l'ancienne abbaye abrite 2 écoles :
- un institut technique (du niveau secondaire) dont la gestion relève de la Communauté française, et qui balaye des disciplines telles que l'agriculture, les sciences naturelles, l'éducation physique et les langues modernes ;
- un Institut Supérieur Industriel agronomique (du niveau du CEC 7 et 6)[précision nécessaire] rattaché en 1997 à la Haute École Charlemagne dans des nouveaux bâtiments érigés de 1977 à 1983 sur l'ancien potager des simples de l'abbaye (plantes médicinales et vignes)[Quoi ?].

## Aspects architecturaux
L'entrée de l'abbaye s'effectue par un porche monumental daté 1724 par un chronogramme. Le site extérieur (parc et cour) est normalement ouvert gratuitement au public pendant les heures normales d'ouverture des écoles.
Au fond de la cour, le bâtiment principal, de la même année, a la forme d'un parallélépipède rectangle percé de 27 baies à linteau droit formé de 7 claveaux, lequel constituait l'aile occidentale du monastère. Ce bâtiment, endommagé par le bombardement du 18 août 1944, fut restauré aux alentours de 1954.
Un pavillon circulaire s'élève un peu plus loin, isolé.